# The Housemartins
The Housemartins – angielska grupa muzyczna reprezentująca gatunek Indie pop, aktywna w latach 80. XX wieku.
Wiele tekstów zespołu stanowiło mieszaninę idei marksizmu i chrześcijaństwa, czego odzwierciedlenie znaleźć można m.in. w przesłaniu "Take Jesus - Take Marx - Take Hope" (Weź Jezusa - weź Marksa - weź nadzieję), zapisanym na tylnej okładce albumu London 0 Hull 4. Grupa znana m.in. z utworu Caravan of Love (Karawana miłości) i debiutanckiej piosenki Happy Hour (Czas szczęścia).

## Dyskografia

### Albumy
- 1986 London 0 Hull 4(inne języki)
- 1987 The People Who Grinned Themselves to Death(inne języki)